# Bucht von Sewastopol
Die Bucht von Sewastopol (ukrainisch Севастопольска затока/Sewastopolska zatoka; russisch Севастопольская бухта/Sewastopolskaja buchta) ist eine schmale Bucht im Süden der Halbinsel Krim, die sich 8 km bis zur Mündung der Tschorna ins Landesinnere schneidet.
Die Bucht teilt die gleichnamige ukrainische Hafenstadt in eine Nord- und eine Südhälfte. Auf Letzterer erstreckt sich das Zentrum der Stadt Sewastopol über mehrere Hügel.
Die Nord- und die Südhälfte der Bucht von Sewastopol sind durch eine regelmäßig verkehrende Fähre miteinander verbunden.
Der Hafen wurde, nach dem Erwerb der Krim im 5. Russisch-Türkischen Krieg (1768–1774), von 1772 bis 1783 errichtet. Seitdem  befindet sich dort ein Stützpunkt der russischen Marine und insbesondere der Schwarzmeerflotte.